# COSAFA Cup 2007
COSAFA Cup 2007 – rozpoczął się 28 kwietnia 2007 roku. W turnieju brało udział 13 reprezentacji:
- Angola
- Botswana
- Lesotho
- Madagaskar
- Malawi
- Mauritius
- Mozambik
- Namibia
- Południowa Afryka
- Seszele
- Suazi
- Zambia
- Zimbabwe

W turnieju COSAFA Cup 2007 po remisie w regulaminowym czasie gry od razu następował konkurs rzutów karnych (nie było dogrywek).

## Faza grupowa

### Grupa A
- Mecze w Maputo w Mozambiku.

#### Półfinały
| 28 kwietnia 2007 | Madagaskar | 0:1 | Zimbabwe · 8' Kingstone Nkata | Estádio da Machava, Maputo Widzów: 8 000 Sędzia: Justino Faduco (Mozambik) |
|                  |            |     |                               |                                                                            |

| 28 kwietnia 2007 | Mozambik · 51' Bino · 77' Bino | 2:00:0 | Seszele | Estádio da Machava, Maputo Sędzia: Moeti Mpopo (Lesotho) |
|                  |                                |        |         |                                                          |

#### Mecz o 3. miejsce
| 29 kwietnia 2007 | Madagaskar · Paulin Voavy 11' · Paulin Voavy 14' · Paulin Voavy 69' · Claudio Ramiadamanana 61' · Faneva Ima Andriantsima 84' | 5:02-0 | Seszele | Estádio da Machava, Maputo Widzów: 12 000 Sędzia: Moeti Mpopo (Lesotho) |
|                  | |        |         |                                                                         |

#### Finał
| 29 kwietnia 2007                                       | Mozambik | 0:0 k. 5:4                                                 | Zimbabwe | Estádio da Machava, Maputo Widzów: 12 000 Sędzia: Rajindraparsad Seechun (Mauritius) |
|                                                        |          |                                                            |          |                                                                                      |
|                                                        |          | Rzuty karne                                                |          |                                                                                      |
| Macamito · Bino · Carlitos · Whiskey · Paito · Julinho |          | Tarumbwa · Matawu · Mwanjili · Nkata · Sadomba · Kutyaripo |          |                                                                                      |

- Mozambik awansował do półfinału.

### Grupa B
- Mecze w Lobambie w Suazi.

#### Półfinały
| 26 maja 2007                                                                | Malawi | 0:0 k. 4:5                                                           | Południowa Afryka | Somholo National Stadium, Lobamba Widzów: 4 000 Sędzia: Gilbert Dlamini (Suazi) |
|                                                                             |        |                                                                      |                   |                                                                                 |
|                                                                             |        | Rzuty karne                                                          |                   |                                                                                 |
| Zakazaka · Chilapondwa · Kamanga · Kondowe · Chipatela · Kamwendo · Chavula |        | Zothwane · Modhubi · Fransman · Hendricks · Parker · Chenene · Ntuka |                   |                                                                                 |

| 26 maja 2007                                                               | Suazi | 0:0 k. 5:6                                                         | Mauritius | Somholo National Stadium, Lobamba Widzów: 8 000 Sędzia: Jean-Claude Labrosse (Seszele) |
|                                                                            |       |                                                                    |           |                                                                                        |
|                                                                            |       | Rzuty karne                                                        |           |                                                                                        |
| T. Tsabedze · Kunene · A. Dlamini · Sibiya · Mazibuko · S. Dlamini · Mamba |       | Appou · Louis · Sanhoboa · Pauline · Cundasamy · Ragaven · Ravinah |           |                                                                                        |

#### Mecz o 3. miejsce
| 27 maja 2007 | Suazi · 85' Mphile Tsabedze | 1:00:0 | Malawi | Somholo National Stadium, Lobamba Sędzia: Jean-Claude Labrosse (Seszele) |
|              |                             |        |        |                                                                          |

#### Finał
| 27 maja 2007 | Południowa Afryka · Teko Modise 43' (k) · Teko Modise 65' | 2:01-0 | Mauritius | Somholo National Stadium, Lobamba Sędzia: Arvo Mufeti (Namibia) |
|              |                                                           |        |           |                                                                 |

- Południowa Afryka awansowała do półfinału.

### Grupa C
- Mecze w Gaborone w Botswanie.

#### Półfinały
| 28 lipca 2007 | Angola · Manucho 40' · Santana 83' | 2:01:0 | Lesotho | Botswana National Stadium, Gaborone Sędzia: Thabang Disang (Botswana) |
|               |                                    |        |         |                                                                       |

| 28 lipca 2007 | Botswana · Michael Mogaladi 19' | 1:0 | Namibia | Botswana National Stadium, Gaborone Sędzia: Verson Lwanja (Malawi) |
|               |                                 |     |         |                                                                    |

#### Mecz o 3. miejsce
| 29 lipca 2007 | Lesotho · Sello Muso 84' · Sello Muso 87' (k) | 2:30:0 | Namibia · 53' Tara Katupose · 67' Brian Brendell · 77' Brian Brendell | Botswana National Stadium, Gaborone Sędzia: Thabang Disang (Botswana) |
|               |                                               |        |                                                                       |                                                                       |

#### Finał
| 29 lipca 2007                       | Botswana | 0:0 k. 3:1                         | Angola | Botswana National Stadium, Gaborone Sędzia: Wilson Mpanisi (Zambia) |
|                                     |          |                                    |        |                                                                     |
|                                     |          | Rzuty karne                        |        |                                                                     |
| Selolwane · Bolelang · Motlhabankwe |          | Yamba Asha · Miro · Xara · Manucho |        |                                                                     |

- Botswana awansowała do półfinału.

## Półfinały
- Mecze w Germiston w Południowej Afryce.

| 29 września 2007 | Mozambik | 0:30:1 | Zambia · 35' Noah Chivuta · 69' Emmanuel Mayuka · 79' William Njobvu | Super Stadium, Atteridgeville Sędzia: Daniel Bennett (RPA) |
|                  |          |        |                                                                      |                                                            |

| 29 września 2007 | Południowa Afryka · Teko Modise 32' | 1:0 | Botswana | Super Stadium, Atteridgeville Sędzia: Kenias Marange (Zimbabwe) |
|                  |                                     |     |          |                                                                 |

## Finał
| 24 października 2007                             | Południowa Afryka | 0:0 k. 4:3                                   | Zambia | Vodacom Park, Bloemfontein Sędzia: Hubert Andriamiharisoa (Madagaskar) |
|                                                  |                   |                                              |        |                                                                        |
|                                                  |                   | Rzuty karne                                  |        |                                                                        |
| Evans · Fanteni · Fransman · Tshabalala · Modise |                   | Kalaba · Bakala · Chintu · Chamanga · Mweene |        |                                                                        |

## Strzelcy
| Zawodnik                | Bramki | Reprezentacja     |
| ----------------------- | ------ | ----------------- |
| Paulin Voavy            | 3      | Madagaskar        |
| Teko Modise             | 3      | Południowa Afryka |
| Sello Muso              | 2      | Lesotho           |
| Bino                    | 2      | Mozambik          |
| Brian Brendell          | 2      | Namibia           |
| Manucho                 | 1      | Angola            |
| Santana                 | 1      | Angola            |
| Michael Mogaladi        | 1      | Botswana          |
| Claudio Ramiadamanana   | 1      | Madagaskar        |
| Faneva Ima Andriantsima | 1      | Madagaskar        |
| Tara Katupose           | 1      | Namibia           |
| Mphile Tsabedze         | 1      | Suazi             |
| Noah Chivuta            | 1      | Zambia            |
| Emmanuel Mayuka         | 1      | Zambia            |
| William Njobvu          | 1      | Zambia            |
| Kingstone Nkatha        | 1      | Zimbabwe          |